# Ravenia
Ravenia es un género con 20 especies de plantas de flores perteneciente a la familia Rutaceae. 

## Especies seleccionadas
- Ravenia amazonica
- Ravenia baracoensis
- Ravenia biramosa
- Ravenia carabiai
- Ravenia clementiana
- Ravenia ekmanii